# 緑の果て
『緑の果て』（みどりのはて）は、手塚治虫の短編漫画作品。「SFマガジン」昭和38年7月号から9月号に『SFファンシーフリー』の1つとして掲載されたもの（単行本『SFファンシーフリー』収蔵）と、「ファニー」昭和44年5月号掲載のもの（単行本『大地の顔役バギ』収蔵）があり、両者で結末は異なる。同じコマの使いまわしは少なく、序盤から構成が異なる。

## ストーリー
放射能に汚染された地球から抜け出した最後の男たちを乗せたロケットが密雲に覆われた星に着陸した。その星の魚や蝶は全て植物でできており、電柱にそっくりな植物までが見つかった。
見張りに立った谷村六郎は、地球に残した恋人エミの姿を見て、化け物に違いないと追いかけ、レイ・ガンを放った。それが落とした髪の毛を顕微鏡で観察すると、葉緑素を含んだ植物の繊維であることが判明した。男たちは動物のいない星で、まるで動物が来るのを待ってサービスするかのような植物を怪しむ。
翌日、新聞記者の男が出勤のことを少し思い出していると、歯ブラシや食器や鞄やバス停の形の植物が生えて仰天した。どうやらこの植物は、思考を感知して反射的に細胞分裂を起こし、相手の思った通りの形になるらしい。谷村は昨日撃ったエミの元へ行き、彼女を地球に残してきた恋人として一緒に過ごす。
一方、宇宙船では原因不明の腫瘍で寝込んでいた源を手術して、植物の胚芽が取り出されていた。この星の植物は動物の思い通りに変態してサービスし、動物に寄生して他の天体に運ばせ、繁殖するのである。

### SFマガジン版
2人の元に植物の女でハーレムを作っていた阿部が現れ、新しいピチピチした女が浮かばないからエミをよこせと迫る。谷村がとっさに「悪魔に食われてしまえ」と思った途端、悪魔の形をした植物が現れ、阿部を殺す。
一行は、この星から一刻も早く立ち去ろうと出発を告げる。エミは谷村を引き止めようとするが、谷村は自分とそっくりな植物を作り去っていった。こうして彼らは、この星のアダムとイブとなった。

### ファニー版
はじめて出会った喫茶店の形の植物で睦み会う2人のところに阿部が現れ、体内に種を植え付けられる危険な化け物であるエミを焼き殺そうとするが、谷村が「おまえなんか悪魔にくわれてしまえ」と言った途端、阿部は植物の悪魔に食われる。
真相を知った谷村をエミを突き放し、一行は脱出を急ぐ。態度を変えて襲いかかる植物たちに応戦する。焼き殺されるエミは最後に、谷村のことが好きだったから彼だけには種を植え付けなかったと言った。ロケットは脱出し、谷村以外は植物の肥やしとなって死んだ。ロケットの中に生えたジャングルの中で、谷村は夢を見ているのだった。